# شرکت کوئیک‌سیلور
شرکت کوئیک‌سیلور (انگلیسی: Quiksilver) شرکت تجهیزات ورزشی آمریکایی است، که در سال ۱۹۶۹ تأسیس شد.